# Danh sách di sản văn hóa Tây Ban Nha được quan tâm ở tỉnh Lleida
Danh sách di sản văn hóa Tây Ban Nha được quan tâm ở tỉnh Lleida (tỉnh).

## Các di sản liên quan đến nhiều thành phố
| Tên                                  | Dạng                  | Địa điểm              | Tọa độ | Số hồ sơ tham khảo? | Ngày nhận danh hiệu? | Hình ảnh                                                        |
| ------------------------------------ | --------------------- | --------------------- | ------ | ------------------- | -------------------- | --------------------------------------------------------------- |
| Đường hành hương Santiago Compostela | Lịch sử và nghệ thuật | Municipios del Camino |        | RI-53-0000035-00009 | 05-09-1962           | El Camino de Santiago por la provincia de Lérida · Upload image |

## Di tích theo thành phố

### A

#### Abella de la Conca
- Xem: Danh sách di sản văn hóa Tây Ban Nha được quan tâm ở hạt Pallars Jussà (tỉnh Lérida)

#### Àger(Àger)
- Xem: Danh sách di sản văn hóa Tây Ban Nha được quan tâm ở hạt Noguera (tỉnh Lérida)

#### Agramunt
- Xem: Danh sách di sản văn hóa Tây Ban Nha được quan tâm ở hạt Urgell (tỉnh Lérida)

#### Aitona
- Xem: Danh sách di sản văn hóa Tây Ban Nha được quan tâm ở hạt Segrià (tỉnh Lérida)

#### L'Albagés(L'Albagés)
- Xem: Danh sách di sản văn hóa Tây Ban Nha được quan tâm ở hạt Les Garrigues (tỉnh Lérida)

#### Albatàrrec(Albatàrrec)
- Xem: Danh sách di sản văn hóa Tây Ban Nha được quan tâm ở hạt Segrià (tỉnh Lérida)

#### Albesa
- Xem: Danh sách di sản văn hóa Tây Ban Nha được quan tâm ở hạt Noguera (tỉnh Lérida)

#### L'Albi(L'Albi)
- Xem: Danh sách di sản văn hóa Tây Ban Nha được quan tâm ở hạt Les Garrigues (tỉnh Lérida)

#### Alcanó
- Xem: Danh sách di sản văn hóa Tây Ban Nha được quan tâm ở hạt Segrià (tỉnh Lérida)

#### Alcarràs(Alcarràs)
- Xem: Danh sách di sản văn hóa Tây Ban Nha được quan tâm ở hạt Segrià (tỉnh Lérida)

#### Alfarràs(Alfarràs)
- Xem: Danh sách di sản văn hóa Tây Ban Nha được quan tâm ở hạt Segrià (tỉnh Lérida)

#### Alfés
- Xem: Danh sách di sản văn hóa Tây Ban Nha được quan tâm ở hạt Segrià (tỉnh Lérida)

#### Algerri
- Xem: Danh sách di sản văn hóa Tây Ban Nha được quan tâm ở hạt Noguera (tỉnh Lérida)

#### Alguaire
- Xem: Danh sách di sản văn hóa Tây Ban Nha được quan tâm ở hạt Segrià (tỉnh Lérida)

#### Alins(Alins)
- Xem: Danh sách di sản văn hóa Tây Ban Nha được quan tâm ở hạt Pallars Sobirà (tỉnh Lérida)

#### Almatret
- Xem: Danh sách di sản văn hóa Tây Ban Nha được quan tâm ở hạt Segrià (tỉnh Lérida)

#### Almenar
- Xem: Danh sách di sản văn hóa Tây Ban Nha được quan tâm ở hạt Segrià (tỉnh Lérida)

#### Alòs de Balaguer(Alòs de Balaguer)
- Xem: Danh sách di sản văn hóa Tây Ban Nha được quan tâm ở hạt Noguera (tỉnh Lérida)

#### Alt Àneu(Alt Àneu)
- Xem: Danh sách di sản văn hóa Tây Ban Nha được quan tâm ở hạt Pallars Sobirà (tỉnh Lérida)

#### Naut Aran(Naut Aran)
- Xem: Danh sách di sản văn hóa Tây Ban Nha được quan tâm ở hạt Val d'Aran (tỉnh Lérida)

#### Arbeca
- Xem: Danh sách di sản văn hóa Tây Ban Nha được quan tâm ở hạt Les Garrigues (tỉnh Lérida)

#### Arsèguel(Arsèguel)
- Xem: Danh sách di sản văn hóa Tây Ban Nha được quan tâm ở hạt Alt Urgel (tỉnh Lérida)

#### Artesa de Segre
- Xem: Danh sách di sản văn hóa Tây Ban Nha được quan tâm ở hạt Noguera (tỉnh Lérida)

#### Aspa
- Xem: Danh sách di sản văn hóa Tây Ban Nha được quan tâm ở hạt Segrià (tỉnh Lérida)

#### Les Avellanes i Santa Linya(Les Avellanes i Santa Linya)
- Xem: Danh sách di sản văn hóa Tây Ban Nha được quan tâm ở hạt Noguera (tỉnh Lérida)

### B

#### Baix Pallars
- Xem: Danh sách di sản văn hóa Tây Ban Nha được quan tâm ở hạt Pallars Sobirà (tỉnh Lérida)

#### Balaguer (Lérida)
- Xem: Danh sách di sản văn hóa Tây Ban Nha được quan tâm ở hạt Noguera (tỉnh Lérida)

#### Barbens
- Xem: Danh sách di sản văn hóa Tây Ban Nha được quan tâm ở hạt Pla d'Urgell (tỉnh Lérida)

#### Bassella(Bassella)
- Xem: Danh sách di sản văn hóa Tây Ban Nha được quan tâm ở hạt Alt Urgel (tỉnh Lérida)

#### Bell-lloc d'Urgell(Bell-lloc d'Urgell)
- Xem: Danh sách di sản văn hóa Tây Ban Nha được quan tâm ở hạt Pla d'Urgell (tỉnh Lérida)

#### Bellpuig
- Xem: Danh sách di sản văn hóa Tây Ban Nha được quan tâm ở hạt Urgell (tỉnh Lérida)

#### Bellver de Cerdanya(Bellver de Cerdanya)
- Xem: Danh sách di sản văn hóa Tây Ban Nha được quan tâm ở hạt Baixa Cerdanya (tỉnh Lérida)

#### Biosca
- Xem: Danh sách di sản văn hóa Tây Ban Nha được quan tâm ở hạt Segarra (tỉnh Lérida)

#### Les Borges Blanques(Les Borges Blanques)
- Xem: Danh sách di sản văn hóa Tây Ban Nha được quan tâm ở hạt Les Garrigues (tỉnh Lérida)

#### Bossòst(Bossòst)
- Xem: Danh sách di sản văn hóa Tây Ban Nha được quan tâm ở hạt Val d'Aran (tỉnh Lérida)

### C

#### Cabanabona
- Xem: Danh sách di sản văn hóa Tây Ban Nha được quan tâm ở hạt Noguera (tỉnh Lérida)

#### Cabó
- Xem: Danh sách di sản văn hóa Tây Ban Nha được quan tâm ở hạt Alt Urgel (tỉnh Lérida)

#### Camarasa (Lérida)
- Xem: Danh sách di sản văn hóa Tây Ban Nha được quan tâm ở hạt Noguera (tỉnh Lérida)

#### Canejan
- Xem: Danh sách di sản văn hóa Tây Ban Nha được quan tâm ở hạt Val d'Aran (tỉnh Lérida)

#### Castell de Mur
- Xem: Danh sách di sản văn hóa Tây Ban Nha được quan tâm ở hạt Pallars Jussà (tỉnh Lérida)

#### Castellar de la Ribera
- Xem: Danh sách di sản văn hóa Tây Ban Nha được quan tâm ở hạt Solsonès (tỉnh Lérida)

#### Castelldans
- Xem: Danh sách di sản văn hóa Tây Ban Nha được quan tâm ở hạt Les Garrigues (tỉnh Lérida)

#### Castelló de Farfanya(Castelló de Farfanya)
- Xem: Danh sách di sản văn hóa Tây Ban Nha được quan tâm ở hạt Noguera (tỉnh Lérida)

#### Castellserà(Castellserà)
- Xem: Danh sách di sản văn hóa Tây Ban Nha được quan tâm ở hạt Urgell (tỉnh Lérida)

#### Cava, Lleida
- Xem: Danh sách di sản văn hóa Tây Ban Nha được quan tâm ở hạt Alt Urgel (tỉnh Lérida)

#### Cervera
- Xem: Danh sách di sản văn hóa Tây Ban Nha được quan tâm ở hạt Segarra (tỉnh Lérida)

#### Cervià de les Garrigues(Cervià de les Garrigues)
- Xem: Danh sách di sản văn hóa Tây Ban Nha được quan tâm ở hạt Les Garrigues (tỉnh Lérida)

#### Ciutadilla
- Xem: Danh sách di sản văn hóa Tây Ban Nha được quan tâm ở hạt Urgell (tỉnh Lérida)

#### Clariana de Cardener
- Xem: Danh sách di sản văn hóa Tây Ban Nha được quan tâm ở hạt Solsonès (tỉnh Lérida)

#### Coll de Nargó
- Xem: Danh sách di sản văn hóa Tây Ban Nha được quan tâm ở hạt Alt Urgel (tỉnh Lérida)

#### Conca de Dalt
- Xem: Danh sách di sản văn hóa Tây Ban Nha được quan tâm ở hạt Pallars Jussà (tỉnh Lérida)

#### Corbins
- Xem: Danh sách di sản văn hóa Tây Ban Nha được quan tâm ở hạt Segrià (tỉnh Lérida)

#### Cubells
- Xem: Danh sách di sản văn hóa Tây Ban Nha được quan tâm ở hạt Noguera (tỉnh Lérida)

### E

#### El Cogul
- Xem: Danh sách di sản văn hóa Tây Ban Nha được quan tâm ở hạt Les Garrigues (tỉnh Lérida)

#### El Pont de Bar
- Xem: Danh sách di sản văn hóa Tây Ban Nha được quan tâm ở hạt Alt Urgel (tỉnh Lérida)

#### Els Plans de Sió
- Xem: Danh sách di sản văn hóa Tây Ban Nha được quan tâm ở hạt Segarra (tỉnh Lérida)

#### L'Espluga Calba(L'Espluga Calba)
- Xem: Danh sách di sản văn hóa Tây Ban Nha được quan tâm ở hạt Les Garrigues (tỉnh Lérida)

#### Espot
- Xem: Danh sách di sản văn hóa Tây Ban Nha được quan tâm ở hạt Pallars Sobirà (tỉnh Lérida)

#### Estaràs(Estaràs)
- Xem: Danh sách di sản văn hóa Tây Ban Nha được quan tâm ở hạt Segarra (tỉnh Lérida)

### F

#### Foradada
- Xem: Danh sách di sản văn hóa Tây Ban Nha được quan tâm ở hạt Noguera (tỉnh Lérida)

### G

#### Gavet de la Conca
- Xem: Danh sách di sản văn hóa Tây Ban Nha được quan tâm ở hạt Pallars Jussà (tỉnh Lérida)

#### Gimenells i el Pla de la Font(Gimenells i el Pla de la Font)
- Xem: Danh sách di sản văn hóa Tây Ban Nha được quan tâm ở hạt Segrià (tỉnh Lérida)

#### Gósol
- Xem: Danh sách di sản văn hóa Tây Ban Nha được quan tâm ở hạt Berguedá (tỉnh Lérida)

#### Granyanella(Granyanella)
- Xem: Danh sách di sản văn hóa Tây Ban Nha được quan tâm ở hạt Segarra (tỉnh Lérida)

#### Granyena de Segarra(Granyena de Segarra)
- Xem: Danh sách di sản văn hóa Tây Ban Nha được quan tâm ở hạt Segarra (tỉnh Lérida)

#### Guimerà(Guimerà)
- Xem: Danh sách di sản văn hóa Tây Ban Nha được quan tâm ở hạt Urgell (tỉnh Lérida)

#### Guissona(Guissona)
- Xem: Danh sách di sản văn hóa Tây Ban Nha được quan tâm ở hạt Segarra (tỉnh Lérida)

#### Guixers(Guixers)
- Xem: Danh sách di sản văn hóa Tây Ban Nha được quan tâm ở hạt Solsonès (tỉnh Lérida)

### I

#### Ivars d'Urgell(Ivars d'Urgell)
- Xem: Danh sách di sản văn hóa Tây Ban Nha được quan tâm ở hạt Pla d'Urgell (tỉnh Lérida)

#### Ivorra(Ivorra)
- Xem: Danh sách di sản văn hóa Tây Ban Nha được quan tâm ở hạt Segarra (tỉnh Lérida)

#### Isona i Conca Dellà(Isona i Conca Dellà)
- Xem: Danh sách di sản văn hóa Tây Ban Nha được quan tâm ở hạt Pallars Jussà (tỉnh Lérida)

### J

#### Josa i Tuixén(Josa i Tuixén)
- Xem: Danh sách di sản văn hóa Tây Ban Nha được quan tâm ở hạt Alt Urgel (tỉnh Lérida)

#### Juncosa
- Xem: Danh sách di sản văn hóa Tây Ban Nha được quan tâm ở hạt Les Garrigues (tỉnh Lérida)

#### Juneda
- Xem: Danh sách di sản văn hóa Tây Ban Nha được quan tâm ở hạt Les Garrigues (tỉnh Lérida)

### L

#### La Baronia de Rialb
- Xem: Danh sách di sản văn hóa Tây Ban Nha được quan tâm ở hạt Noguera (tỉnh Lérida)

#### La Floresta (Lérida)
- Xem: Danh sách di sản văn hóa Tây Ban Nha được quan tâm ở hạt Les Garrigues (tỉnh Lérida)

#### La Fuliola
- Xem: Danh sách di sản văn hóa Tây Ban Nha được quan tâm ở hạt Urgell (tỉnh Lérida)

#### La Granadella(Granadella)
- Xem: Danh sách di sản văn hóa Tây Ban Nha được quan tâm ở hạt Les Garrigues (tỉnh Lérida)

#### La Granja de Escarpe(La Granja d'Escarp)
- Xem: Danh sách di sản văn hóa Tây Ban Nha được quan tâm ở hạt Segrià (tỉnh Lérida)

#### La Guingueta d'Àneu(La Guingueta d'Àneu)
- Xem: Danh sách di sản văn hóa Tây Ban Nha được quan tâm ở hạt Pallars Sobirà (tỉnh Lérida)

#### La Molsosa
- Xem: Danh sách di sản văn hóa Tây Ban Nha được quan tâm ở hạt Solsonès (tỉnh Lérida)

#### La Sentiu de Sió
- Xem: Danh sách di sản văn hóa Tây Ban Nha được quan tâm ở hạt Noguera (tỉnh Lérida)

#### Es Bòrdes(Es Bòrdes)
- Xem: Danh sách di sản văn hóa Tây Ban Nha được quan tâm ở hạt Val d'Aran (tỉnh Lérida)

#### Lleida(Lleida)
- Xem: Danh sách di sản văn hóa Tây Ban Nha được quan tâm ở hạt Segrià (tỉnh Lérida)

#### Les
- Xem: Danh sách di sản văn hóa Tây Ban Nha được quan tâm ở hạt Val d'Aran (tỉnh Lérida)

#### Linyola(Linyola)
- Xem: Danh sách di sản văn hóa Tây Ban Nha được quan tâm ở hạt Pla d'Urgell (tỉnh Lérida)

#### Lladorre
- Xem: Danh sách di sản văn hóa Tây Ban Nha được quan tâm ở hạt Pallars Sobirà (tỉnh Lérida)

#### Lladurs
- Xem: Danh sách di sản văn hóa Tây Ban Nha được quan tâm ở hạt Solsonès (tỉnh Lérida)

#### Llardecans
- Xem: Danh sách di sản văn hóa Tây Ban Nha được quan tâm ở hạt Segrià (tỉnh Lérida)

#### Lles de Cerdanya(Lles de Cerdanya)
- Xem: Danh sách di sản văn hóa Tây Ban Nha được quan tâm ở hạt Baixa Cerdanya (tỉnh Lérida)

#### Llimiana
- Xem: Danh sách di sản văn hóa Tây Ban Nha được quan tâm ở hạt Pallars Jussà (tỉnh Lérida)

#### Llobera
- Xem: Danh sách di sản văn hóa Tây Ban Nha được quan tâm ở hạt Solsonès (tỉnh Lérida)

### M

#### Maldà(Maldà)
- Xem: Danh sách di sản văn hóa Tây Ban Nha được quan tâm ở hạt Urgell (tỉnh Lérida)

#### Massoteres(Massoteres)
- Xem: Danh sách di sản văn hóa Tây Ban Nha được quan tâm ở hạt Segarra (tỉnh Lérida)

#### Menarguéns(Menàrguens)
- Xem: Danh sách di sản văn hóa Tây Ban Nha được quan tâm ở hạt Noguera (tỉnh Lérida)

#### Montellà i Martinet(Montellà i Martinet)
- Xem: Danh sách di sản văn hóa Tây Ban Nha được quan tâm ở hạt Baixa Cerdanya (tỉnh Lérida)

#### Montferrer i Castellbò(Montferrer i Castellbò)
- Xem: Danh sách di sản văn hóa Tây Ban Nha được quan tâm ở hạt Alt Urgel (tỉnh Lérida)

#### Montgai
- Xem: Danh sách di sản văn hóa Tây Ban Nha được quan tâm ở hạt Noguera (tỉnh Lérida)

#### Montoliu de Segarra(Montoliu de Segarra)
- Xem: Danh sách di sản văn hóa Tây Ban Nha được quan tâm ở hạt Segarra (tỉnh Lérida)

#### Montornès de Segarra(Montornès de Segarra)
- Xem: Danh sách di sản văn hóa Tây Ban Nha được quan tâm ở hạt Segarra (tỉnh Lérida)

### N

#### Nalec(Nalec)
- Xem: Danh sách di sản văn hóa Tây Ban Nha được quan tâm ở hạt Urgell (tỉnh Lérida)

#### Navès, Lleida(Navès)
- Xem: Danh sách di sản văn hóa Tây Ban Nha được quan tâm ở hạt Solsonès (tỉnh Lérida)

### O

#### Odèn(Odèn)
- Xem: Danh sách di sản văn hóa Tây Ban Nha được quan tâm ở hạt Solsonès (tỉnh Lérida)

#### Oliana
- Xem: Danh sách di sản văn hóa Tây Ban Nha được quan tâm ở hạt Alt Urgel (tỉnh Lérida)

#### Oliola
- Xem: Danh sách di sản văn hóa Tây Ban Nha được quan tâm ở hạt Noguera (tỉnh Lérida)

#### Olius
- Xem: Danh sách di sản văn hóa Tây Ban Nha được quan tâm ở hạt Solsonès (tỉnh Lérida)

#### Les Oluges(Les Oluges)
- Xem: Danh sách di sản văn hóa Tây Ban Nha được quan tâm ở hạt Segarra (tỉnh Lérida)

#### Organyà(Organyà)
- Xem: Danh sách di sản văn hóa Tây Ban Nha được quan tâm ở hạt Alt Urgel (tỉnh Lérida)

#### Os de Balaguer
- Xem: Danh sách di sản văn hóa Tây Ban Nha được quan tâm ở hạt Noguera (tỉnh Lérida)

#### Ossó de Sió
- Xem: Danh sách di sản văn hóa Tây Ban Nha được quan tâm ở hạt Urgell (tỉnh Lérida)

### P

#### La Coma i la Pedra(La Coma i la Pedra)
- Xem: Danh sách di sản văn hóa Tây Ban Nha được quan tâm ở hạt Solsonès (tỉnh Lérida)

#### Peramola
- Xem: Danh sách di sản văn hóa Tây Ban Nha được quan tâm ở hạt Alt Urgel (tỉnh Lérida)

#### Pinell de Solsonès(Pinell de Solsonès)
- Xem: Danh sách di sản văn hóa Tây Ban Nha được quan tâm ở hạt Solsonès (tỉnh Lérida)

#### Pinós
- Xem: Danh sách di sản văn hóa Tây Ban Nha được quan tâm ở hạt Solsonès (tỉnh Lérida)

#### El Poal(El Poal)
- Xem: Danh sách di sản văn hóa Tây Ban Nha được quan tâm ở hạt Pla d'Urgell (tỉnh Lérida)

#### La Pobla de Cérvoles(La Pobla de Cérvoles)
- Xem: Danh sách di sản văn hóa Tây Ban Nha được quan tâm ở hạt Les Garrigues (tỉnh Lérida)

#### El Pont de Suert(El Pont de Suert)
- Xem: Danh sách di sản văn hóa Tây Ban Nha được quan tâm ở hạt Alta Ribagorça (tỉnh Lérida)

#### Ponts, Lleida
- Xem: Danh sách di sản văn hóa Tây Ban Nha được quan tâm ở hạt Noguera (tỉnh Lérida)

#### La Portella(La Portella)
- Xem: Danh sách di sản văn hóa Tây Ban Nha được quan tâm ở hạt Segrià (tỉnh Lérida)

#### Prats i Sansor(Prats i Sansor)
- Xem: Danh sách di sản văn hóa Tây Ban Nha được quan tâm ở hạt Baixa Cerdanya (tỉnh Lérida)

#### Preixens
- Xem: Danh sách di sản văn hóa Tây Ban Nha được quan tâm ở hạt Noguera (tỉnh Lérida)

#### Prullans
- Xem: Danh sách di sản văn hóa Tây Ban Nha được quan tâm ở hạt Baixa Cerdanya (tỉnh Lérida)

#### La Pobla de Segur(La Pobla de Segur)
- Xem: Danh sách di sản văn hóa Tây Ban Nha được quan tâm ở hạt Pallars Jussà (tỉnh Lérida)

#### Puiggròs(Puiggròs)
- Xem: Danh sách di sản văn hóa Tây Ban Nha được quan tâm ở hạt Les Garrigues (tỉnh Lérida)

#### Puigverd d'Agramunt(Puigverd d'Agramunt)
- Xem: Danh sách di sản văn hóa Tây Ban Nha được quan tâm ở hạt Urgell (tỉnh Lérida)

### R

#### Rialp
- Xem: Danh sách di sản văn hóa Tây Ban Nha được quan tâm ở hạt Pallars Sobirà (tỉnh Lérida)

#### Ribera d'Urgellet(Ribera d'Urgellet)
- Xem: Danh sách di sản văn hóa Tây Ban Nha được quan tâm ở hạt Alt Urgel (tỉnh Lérida)

#### Ribera del Ondara(Ribera d'Ondara)
- Xem: Danh sách di sản văn hóa Tây Ban Nha được quan tâm ở hạt Segarra (tỉnh Lérida)

#### Riner
- Xem: Danh sách di sản văn hóa Tây Ban Nha được quan tâm ở hạt Solsonès (tỉnh Lérida)

### S

#### Salás de Pallars(Salàs de Pallars)
- Xem: Danh sách di sản văn hóa Tây Ban Nha được quan tâm ở hạt Pallars Jussà (tỉnh Lérida)

#### Sant Esteve de la Sarga(Sant Esteve de la Sarga)
- Xem: Danh sách di sản văn hóa Tây Ban Nha được quan tâm ở hạt Pallars Jussà (tỉnh Lérida)

#### Sant Guim de Freixenet(Sant Guim de Freixenet)
- Xem: Danh sách di sản văn hóa Tây Ban Nha được quan tâm ở hạt Segarra (tỉnh Lérida)

#### Sant Llorenç de Morunys(Sant Llorenç de Morunys)
- Xem: Danh sách di sản văn hóa Tây Ban Nha được quan tâm ở hạt Solsonès (tỉnh Lérida)

#### Sant Martí de Riucorb(Sant Martí de Riucorb)
- Xem: Danh sách di sản văn hóa Tây Ban Nha được quan tâm ở hạt Urgell (tỉnh Lérida)

#### Sant Ramon(Sant Ramon)
- Xem: Danh sách di sản văn hóa Tây Ban Nha được quan tâm ở hạt Segarra (tỉnh Lérida)

#### Sanaüja(Sanaüja)
- Xem: Danh sách di sản văn hóa Tây Ban Nha được quan tâm ở hạt Segarra (tỉnh Lérida)

#### Sarroca de Lleida(Sarroca de Lleida)
- Xem: Danh sách di sản văn hóa Tây Ban Nha được quan tâm ở hạt Segrià (tỉnh Lérida)

#### Sarroca de Bellera
- Xem: Danh sách di sản văn hóa Tây Ban Nha được quan tâm ở hạt Pallars Jussà (tỉnh Lérida)

#### La Seu d'Urgell(La Seu d'Urgell)
- Xem: Danh sách di sản văn hóa Tây Ban Nha được quan tâm ở hạt Alt Urgel (tỉnh Lérida)

#### Seròs(Seròs)
- Xem: Danh sách di sản văn hóa Tây Ban Nha được quan tâm ở hạt Segrià (tỉnh Lérida)

#### Solsona, Lleida
- Xem: Danh sách di sản văn hóa Tây Ban Nha được quan tâm ở hạt Solsonès (tỉnh Lérida)

#### Soriguera
- Xem: Danh sách di sản văn hóa Tây Ban Nha được quan tâm ở hạt Pallars Sobirà (tỉnh Lérida)

#### Sort
- Xem: Danh sách di sản văn hóa Tây Ban Nha được quan tâm ở hạt Pallars Sobirà (tỉnh Lérida)

#### Soses
- Xem: Danh sách di sản văn hóa Tây Ban Nha được quan tâm ở hạt Segrià (tỉnh Lérida)

### T

#### Talarn
- Xem: Danh sách di sản văn hóa Tây Ban Nha được quan tâm ở hạt Pallars Jussà (tỉnh Lérida)

#### Talavera, Lleida
- Xem: Danh sách di sản văn hóa Tây Ban Nha được quan tâm ở hạt Segarra (tỉnh Lérida)

#### Tàrrega(Tàrrega)
- Xem: Danh sách di sản văn hóa Tây Ban Nha được quan tâm ở hạt Urgell (tỉnh Lérida)

#### Tarrés
- Xem: Danh sách di sản văn hóa Tây Ban Nha được quan tâm ở hạt Les Garrigues (tỉnh Lérida)

#### Térmens
- Xem: Danh sách di sản văn hóa Tây Ban Nha được quan tâm ở hạt Noguera (tỉnh Lérida)

#### Tírvia(Tírvia)
- Xem: Danh sách di sản văn hóa Tây Ban Nha được quan tâm ở hạt Pallars Sobirà (tỉnh Lérida)

#### Tiurana
- Xem: Danh sách di sản văn hóa Tây Ban Nha được quan tâm ở hạt Noguera (tỉnh Lérida)

#### Torà(Torà)
- Xem: Danh sách di sản văn hóa Tây Ban Nha được quan tâm ở hạt Segarra (tỉnh Lérida)

#### La Torre de Cabdella(La Torre de Cabdella)
- Xem: Danh sách di sản văn hóa Tây Ban Nha được quan tâm ở hạt Pallars Jussà (tỉnh Lérida)

#### Torrebesses(Torrebesses)
- Xem: Danh sách di sản văn hóa Tây Ban Nha được quan tâm ở hạt Segrià (tỉnh Lérida)

#### Torrefarrera
- Xem: Danh sách di sản văn hóa Tây Ban Nha được quan tâm ở hạt Segrià (tỉnh Lérida)

#### Torrefeta i Florejacs(Torrefeta i Florejacs)
- Xem: Danh sách di sản văn hóa Tây Ban Nha được quan tâm ở hạt Segarra (tỉnh Lérida)

#### Torregrossa(Torregrossa)
- Xem: Danh sách di sản văn hóa Tây Ban Nha được quan tâm ở hạt Pla d'Urgell (tỉnh Lérida)

#### Torres de Segre
- Xem: Danh sách di sản văn hóa Tây Ban Nha được quan tâm ở hạt Segrià (tỉnh Lérida)

#### Tremp
- Xem: Danh sách di sản văn hóa Tây Ban Nha được quan tâm ở hạt Pallars Jussà (tỉnh Lérida)

### V

#### Vallbona de les Monges(Vallbona de les Monges)
- Xem: Danh sách di sản văn hóa Tây Ban Nha được quan tâm ở hạt Urgell (tỉnh Lérida)

#### Vall de Boí(La Vall de Boí)
- Xem: Danh sách di sản văn hóa Tây Ban Nha được quan tâm ở hạt Alta Ribagorça (tỉnh Lérida)

#### Les Valls de Valira(Les Valls de Valira)
- Xem: Danh sách di sản văn hóa Tây Ban Nha được quan tâm ở hạt Alt Urgel (tỉnh Lérida)

#### Vallfogona de Balaguer
- Xem: Danh sách di sản văn hóa Tây Ban Nha được quan tâm ở hạt Noguera (tỉnh Lérida)

#### Verdú
- Xem: Danh sách di sản văn hóa Tây Ban Nha được quan tâm ở hạt Urgell (tỉnh Lérida)

#### Vielha e Mijaran(Vielha e Mijaran)
- Xem: Danh sách di sản văn hóa Tây Ban Nha được quan tâm ở hạt Val d'Aran (tỉnh Lérida)

#### Vilaller
- Xem: Danh sách di sản văn hóa Tây Ban Nha được quan tâm ở hạt Alta Ribagorça (tỉnh Lérida)

#### Vilanova de l'Aguda(Vilanova de l'Aguda)
- Xem: Danh sách di sản văn hóa Tây Ban Nha được quan tâm ở hạt Noguera (tỉnh Lérida)

#### Vilanova de Meià(Vilanova de Meià)
- Xem: Danh sách di sản văn hóa Tây Ban Nha được quan tâm ở hạt Noguera (tỉnh Lérida)

#### El Vilosell(El Vilosell)
- Xem: Danh sách di sản văn hóa Tây Ban Nha được quan tâm ở hạt Les Garrigues (tỉnh Lérida)

#### Vinaixa
- Xem: Danh sách di sản văn hóa Tây Ban Nha được quan tâm ở hạt Les Garrigues (tỉnh Lérida)